# Sandra (Sängerin)/Diskografie
Diese Diskografie ist eine Übersicht über die musikalischen Werke der deutsch-französischen Popsängerin Sandra und ihres Pseudonyms Sandra Ann. Den Quellenangaben zufolge hat sie bisher mehr als 30 Millionen Tonträger verkauft. Ihre erfolgreichste Veröffentlichung ist die Single (I’ll Never Be) Maria Magdalena mit über fünf Millionen verkauften Einheiten.

## Alben

### Studioalben
| Jahr | Titel Musiklabel                   | Höchstplatzierung, Gesamtwochen/‑monate, AuszeichnungChartplatzierungen (Jahr, Titel, Musiklabel, Platzierungen, Wochen/Monate, Auszeichnungen, Anmerkungen) | Höchstplatzierung, Gesamtwochen/‑monate, AuszeichnungChartplatzierungen (Jahr, Titel, Musiklabel, Platzierungen, Wochen/Monate, Auszeichnungen, Anmerkungen) | Höchstplatzierung, Gesamtwochen/‑monate, AuszeichnungChartplatzierungen (Jahr, Titel, Musiklabel, Platzierungen, Wochen/Monate, Auszeichnungen, Anmerkungen) | Höchstplatzierung, Gesamtwochen/‑monate, AuszeichnungChartplatzierungen (Jahr, Titel, Musiklabel, Platzierungen, Wochen/Monate, Auszeichnungen, Anmerkungen) | Höchstplatzierung, Gesamtwochen/‑monate, AuszeichnungChartplatzierungen (Jahr, Titel, Musiklabel, Platzierungen, Wochen/Monate, Auszeichnungen, Anmerkungen) | Anmerkungen                                                 |
| Jahr | Titel Musiklabel                   | DE | AT | CH | UK | FR | Anmerkungen                                                 |
| ---- | ---------------------------------- | --- | --- | --- | --- | --- | ----------------------------------------------------------- |
| 1985 | The Long Play Virgin Records       | DE12 Gold · (20 Wo.)DE | AT18 (3 Mt.)AT | CH4 Platin · (13 Wo.)CH | — | FR— GoldFR | Erstveröffentlichung: 11. November 1985 Verkäufe: + 679.176 |
| 1986 | Mirrors Virgin Records             | DE16 (14 Wo.)DE | — | CH13 Gold · (12 Wo.)CH | — | FR— GoldFR | Erstveröffentlichung: 13. Oktober 1986 Verkäufe: + 135.000  |
| 1988 | Into a Secret Land Virgin Records  | DE14 Gold · (34 Wo.)DE | AT13 Gold · (3½ Mt.)AT | CH9 Platin · (11 Wo.)CH | — | FR14 Platin · (36 Wo.)FR | Erstveröffentlichung: 24. Oktober 1988 Verkäufe: + 725.000  |
| 1990 | Paintings in Yellow Virgin Records | DE4 Gold · (22 Wo.)DE | AT14 (11 Wo.)AT | CH8 Platin · (12 Wo.)CH | — | FR13 Gold · (26 Wo.)FR | Erstveröffentlichung: 26. März 1990 Verkäufe: + 400.000     |
| 1992 | Close to Seven Virgin Records      | DE7 (14 Wo.)DE | AT26 (5 Wo.)AT | CH13 (7 Wo.)CH | — | FR18 (8 Wo.)FR | Erstveröffentlichung: 17. Februar 1992                      |
| 1995 | Fading Shades Virgin Records       | DE42 (9 Wo.)DE | — | CH37 (2 Wo.)CH | — | — | Erstveröffentlichung: 12. Juni 1995                         |
| 2002 | The Wheel of Time Virgin Records   | DE8 (8 Wo.)DE | AT63 (1 Wo.)AT | CH68 (3 Wo.)CH | — | — | Erstveröffentlichung: 17. Mai 2002                          |
| 2007 | The Art of Love Electrola          | DE16 (3 Wo.)DE | — | CH88 (2 Wo.)CH | — | FR159 (1 Wo.)FR | Erstveröffentlichung: 23. Februar 2007 Verkäufe: + 10.000   |
| 2009 | Back to Life Virgin Records        | DE26 (3 Wo.)DE | — | CH83 (1 Wo.)CH | — | — | Erstveröffentlichung: 27. März 2009                         |
| 2012 | Stay in Touch Virgin Records       | DE20 (2 Wo.)DE | — | CH51 (1 Wo.)CH | — | FR119 (1 Wo.)FR | Erstveröffentlichung: 26. Oktober 2012                      |

### Kompilationen
| Jahr | Titel Musiklabel                                 | Höchstplatzierung, Gesamtwochen/‑monate, AuszeichnungChartplatzierungen (Jahr, Titel, Musiklabel, Platzierungen, Wochen/Monate, Auszeichnungen, Anmerkungen) | Höchstplatzierung, Gesamtwochen/‑monate, AuszeichnungChartplatzierungen (Jahr, Titel, Musiklabel, Platzierungen, Wochen/Monate, Auszeichnungen, Anmerkungen) | Höchstplatzierung, Gesamtwochen/‑monate, AuszeichnungChartplatzierungen (Jahr, Titel, Musiklabel, Platzierungen, Wochen/Monate, Auszeichnungen, Anmerkungen) | Höchstplatzierung, Gesamtwochen/‑monate, AuszeichnungChartplatzierungen (Jahr, Titel, Musiklabel, Platzierungen, Wochen/Monate, Auszeichnungen, Anmerkungen) | Höchstplatzierung, Gesamtwochen/‑monate, AuszeichnungChartplatzierungen (Jahr, Titel, Musiklabel, Platzierungen, Wochen/Monate, Auszeichnungen, Anmerkungen) | Anmerkungen                                                |
| Jahr | Titel Musiklabel                                 | DE | AT | CH | UK | FR | Anmerkungen                                                |
| ---- | ------------------------------------------------ | --- | --- | --- | --- | --- | ---------------------------------------------------------- |
| 1987 | Ten on One (The Singles) Virgin Records          | DE19 Gold · (22 Wo.)DE | AT28 Gold · (½ Mt.)AT | CH14 Platin · (8 Wo.)CH | — | FR— ×2DoppelgoldFR | Erstveröffentlichung: 5. Oktober 1987 Verkäufe: + 625.000  |
| 1988 | Everlasting Love Virgin Records                  | — | — | — | — | — | Erstveröffentlichung: Dezember 1988                        |
| 1992 | 18 Greatest Hits Virgin Records                  | DE10 Gold · (17 Wo.)DE | — | CH27 (2 Wo.)CH | — | FR4 Platin · (9 Wo.)FR | Erstveröffentlichung: 12. Oktober 1992 Verkäufe: + 550.000 |
| 2003 | Sandra – The Essential Virgin Records            | — | — | — | — | — | Erstveröffentlichung: 24. März 2003 Verkäufe: + 20.000     |
| 2006 | Reflections – The Reproduced Hits Virgin Records | DE44 (3 Wo.)DE | — | — | — | FR145 (4 Wo.)FR | Erstveröffentlichung: 29. Juni 1999                        |
| 2009 | The Platinum Collection Virgin Records           | — | — | — | — | — | Erstveröffentlichung: 30. Oktober 2009                     |
| 2016 | The Very Best of Sandra Polydor                  | DE50 (1 Wo.)DE | — | — | — | FR129 (1 Wo.)FR | Erstveröffentlichung: 3. Juni 2016                         |

### Remixalben
| Jahr | Titel Musiklabel                                              | Höchstplatzierung, Gesamtwochen, AuszeichnungChartplatzierungen (Jahr, Titel, Musiklabel, Platzierungen, Wochen, Auszeichnungen, Anmerkungen) | Höchstplatzierung, Gesamtwochen, AuszeichnungChartplatzierungen (Jahr, Titel, Musiklabel, Platzierungen, Wochen, Auszeichnungen, Anmerkungen) | Höchstplatzierung, Gesamtwochen, AuszeichnungChartplatzierungen (Jahr, Titel, Musiklabel, Platzierungen, Wochen, Auszeichnungen, Anmerkungen) | Höchstplatzierung, Gesamtwochen, AuszeichnungChartplatzierungen (Jahr, Titel, Musiklabel, Platzierungen, Wochen, Auszeichnungen, Anmerkungen) | Höchstplatzierung, Gesamtwochen, AuszeichnungChartplatzierungen (Jahr, Titel, Musiklabel, Platzierungen, Wochen, Auszeichnungen, Anmerkungen) | Anmerkungen                          |
| Jahr | Titel Musiklabel                                              | DE | AT | CH | UK | FR | Anmerkungen                          |
| ---- | ------------------------------------------------------------- | --- | --- | --- | --- | --- | ------------------------------------ |
| 1999 | My Favourites Virgin Records                                  | DE16 (10 Wo.)DE | — | CH43 (3 Wo.)CH | — | FR16 (… Wo.)FR | Erstveröffentlichung: 6. Juni 1999   |
| 2012 | So80s presents Sandra – Curated by Blank & Jones Soundcolours | DE50 (1 Wo.)DE | — | — | — | — | Erstveröffentlichung: 27. April 2012 |

### EPs
| Jahr | Titel Musiklabel             | Anmerkungen                                              |
| ---- | ---------------------------- | -------------------------------------------------------- |
| 1988 | Amiga-Quartett: Sandra Amiga | Erstveröffentlichung: 1988 nur in der DDR veröffentlicht |

## Singles

### Als Leadmusikerin
| Jahr           | Titel Album                                        | Höchstplatzierung, Gesamtwochen/‑monate, AuszeichnungChartplatzierungen (Jahr, Titel, Album, Platzierungen, Wochen/Monate, Auszeichnungen, Anmerkungen) | Höchstplatzierung, Gesamtwochen/‑monate, AuszeichnungChartplatzierungen (Jahr, Titel, Album, Platzierungen, Wochen/Monate, Auszeichnungen, Anmerkungen) | Höchstplatzierung, Gesamtwochen/‑monate, AuszeichnungChartplatzierungen (Jahr, Titel, Album, Platzierungen, Wochen/Monate, Auszeichnungen, Anmerkungen) | Höchstplatzierung, Gesamtwochen/‑monate, AuszeichnungChartplatzierungen (Jahr, Titel, Album, Platzierungen, Wochen/Monate, Auszeichnungen, Anmerkungen) | Höchstplatzierung, Gesamtwochen/‑monate, AuszeichnungChartplatzierungen (Jahr, Titel, Album, Platzierungen, Wochen/Monate, Auszeichnungen, Anmerkungen) | Anmerkungen                                                                          |
| Jahr           | Titel Album                                        | DE | AT | CH | UK | FR | Anmerkungen                                                                          |
| -------------- | -------------------------------------------------- | --- | --- | --- | --- | --- | ------------------------------------------------------------------------------------ |
| als Sandra Ann |                                                    | | | | | |                                                                                      |
|                |                                                    | | | | | |                                                                                      |
| 1976           | Andy mein Freund –                                 | — | — | — | — | — | Erstveröffentlichung: August 1976                                                    |
| als Sandra     |                                                    | | | | | |                                                                                      |
|                |                                                    | | | | | |                                                                                      |
| 1984           | Japan ist weit The Very Best of Sandra             | — | — | — | — | — | Erstveröffentlichung: April 1984 Verkäufe: 125; Original: Alphaville – Big in Japan  |
| 1985           | (I’ll Never Be) Maria Magdalena The Long Play      | DE1 Gold · (22 Wo.)DE | AT1 (4½ Mt.)AT | CH1 (14 Wo.)CH | UK87 (6 Wo.)UK | FR5 Silber · (23 Wo.)FR | Erstveröffentlichung: März 1985 Verkäufe: + 5.000.000                                |
| 1985           | In the Heat of the Night The Long Play             | DE2 (15 Wo.)DE | AT6 (2½ Mt.)AT | CH2 (11 Wo.)CH | — | FR5 Silber · (21 Wo.)FR | Erstveröffentlichung: 14. November 1985 Verkäufe: + 300.000                          |
| 1986           | Little Girl The Long Play                          | DE14 (15 Wo.)DE | AT27 (½ Mt.)AT | CH18 (7 Wo.)CH | — | — | Erstveröffentlichung: 24. Februar 1986                                               |
| 1986           | Innocent Love Mirrors                              | DE11 (12 Wo.)DE | — | CH14 (6 Wo.)CH | — | FR10 (15 Wo.)FR | Erstveröffentlichung: 16. Juni 1986 Verkäufe: + 200.000                              |
| 1986           | Hi! Hi! Hi! Mirrors                                | DE7 (13 Wo.)DE | AT12 (1½ Mt.)AT | CH20 (7 Wo.)CH | — | FR13 (19 Wo.)FR | Erstveröffentlichung: 15. September 1986 Verkäufe: + 200.000                         |
| 1986           | Loreen Mirrors                                     | DE23 (9 Wo.)DE | — | CH29 (3 Wo.)CH | — | — | Erstveröffentlichung: 24. November 1986                                              |
| 1987           | Midnight Man Mirrors                               | DE24 (9 Wo.)DE | — | — | — | — | Erstveröffentlichung: 23. Februar 1987                                               |
| 1987           | Everlasting Love Ten On One (The Singles)          | DE5 Gold · (17 Wo.)DE | AT6 (2½ Mt.)AT | CH5 (15 Wo.)CH | UK45 (15 Wo.)UK | FR12 Silber · (19 Wo.)FR | Erstveröffentlichung: August 1987 Verkäufe: + 525.000; Original: Robert Knight       |
| 1988           | Stop for a Minute Ten On One (The Singles)         | DE9 (11 Wo.)DE | — | CH14 (6 Wo.)CH | — | — | Erstveröffentlichung: Januar 1988                                                    |
| 1988           | Heaven Can Wait Into a Secret Land                 | DE12 (20 Wo.)DE | AT4 (3 Mt.)AT | CH16 (9 Wo.)CH | UK97 (1 Wo.)UK | FR6 Silber · (21 Wo.)FR | Erstveröffentlichung: 30. Mai 1988 Verkäufe: + 250.000                               |
| 1988           | Secret Land Into a Secret Land                     | DE7 (17 Wo.)DE | AT17 (1½ Mt.)AT | CH9 (15 Wo.)CH | — | FR26 (14 Wo.)FR | Erstveröffentlichung: 26. September 1988                                             |
| 1988           | We’ll Be Together (’89er Remix) Into a Secret Land | DE9 (17 Wo.)DE | AT16 (3½ Mt.)AT | CH22 (7 Wo.)CH | — | FR13 (14 Wo.)FR | Erstveröffentlichung: November 1988 Verkäufe: + 100.000                              |
| 1989           | Around My Heart Into a Secret Land                 | DE11 (16 Wo.)DE | AT23 (2 Mt.)AT | CH19 (6 Wo.)CH | — | FR28 (13 Wo.)FR | Erstveröffentlichung: April 1989                                                     |
| 1990           | Hiroshima Paintings in Yellow                      | DE4 (20 Wo.)DE | — | CH4 (16 Wo.)CH | — | FR16 (14 Wo.)FR | Erstveröffentlichung: 29. Januar 1990 Verkäufe: + 50.000; Original: Wishful Thinking |
| 1990           | (Life May Be) A Big Insanity Paintings in Yellow   | DE27 (11 Wo.)DE | — | — | — | FR41 (3 Wo.)FR | Erstveröffentlichung: 30. April 1990                                                 |
| 1990           | One More Night Paintings in Yellow                 | DE31 (16 Wo.)DE | — | — | — | — | Erstveröffentlichung: 24. September 1990                                             |
| 1992           | Don’t Be Aggressive Close to Seven                 | DE17 (13 Wo.)DE | AT30 (2 Wo.)AT | CH24 (4 Wo.)CH | — | FR39 (3 Wo.)FR | Erstveröffentlichung: 6. Januar 1992                                                 |
| 1992           | I Need Love Close to Seven                         | — | — | — | — | — | Erstveröffentlichung: April 1992                                                     |
| 1992           | Johnny Wanna Live 18 Greatest Hits                 | DE37 (10 Wo.)DE | — | — | — | — | Erstveröffentlichung: 5. Oktober 1992                                                |
| 1995           | Nights in White Satin Fading Shades                | DE86 (6 Wo.)DE | — | — | — | — | Erstveröffentlichung: März 1995 Original: The Moody Blues                            |
| 1995           | Won’t Run Away Fading Shades                       | — | — | — | — | — | Erstveröffentlichung: 31. Juli 1995                                                  |
| 1999           | Secret Land (’99er Remix) My Favourites            | DE69 (1 Wo.)DE | — | — | — | — | Erstveröffentlichung: 17. Mai 1999                                                   |
| 2001           | Forever The Wheel of Time                          | DE47 (7 Wo.)DE | — | — | — | — | Erstveröffentlichung: 1. Oktober 2001                                                |
| 2002           | Such a Shame The Wheel of Time                     | DE76 (5 Wo.)DE | — | — | — | — | Erstveröffentlichung: 25. März 2002 Original: Talk Talk                              |
| 2002           | I Close My Eyes The Wheel of Time                  | DE93 (1 Wo.)DE | — | — | — | — | Erstveröffentlichung: 11. November 2002                                              |
| 2007           | The Way I Am The Art of Love                       | DE50 (5 Wo.)DE | — | — | — | — | Erstveröffentlichung: 26. Januar 2007                                                |
| 2007           | What Is It About Me The Art of Love                | — | — | — | — | — | Erstveröffentlichung: 11. Mai 2007                                                   |
| 2009           | In a Heartbeat Back to Life                        | DE59 (2 Wo.)DE | — | — | — | — | Erstveröffentlichung: 6. März 2009                                                   |
| 2009           | The Night Is Still Young Back to Life              | DE46 (3 Wo.)DE | — | — | — | — | Erstveröffentlichung: 8. Mai 2009 feat. Thomas Anders                                |
| 2012           | Maybe Tonight Stay in Touch                        | DE77 (1 Wo.)DE | — | — | — | — | Erstveröffentlichung: 11. Mai 2012                                                   |
| 2012           | Infinite Kiss Stay in Touch                        | — | — | — | — | — | Erstveröffentlichung: 2. November 2012                                               |

grau schraffiert: keine Chartdaten aus diesem Jahr verfügbar

### Als Gastmusikerin
| Jahr | Titel Album                                          | Höchstplatzierung, Gesamtwochen, AuszeichnungChartplatzierungen (Jahr, Titel, Album, Platzierungen, Wochen, Auszeichnungen, Anmerkungen) | Höchstplatzierung, Gesamtwochen, AuszeichnungChartplatzierungen (Jahr, Titel, Album, Platzierungen, Wochen, Auszeichnungen, Anmerkungen) | Höchstplatzierung, Gesamtwochen, AuszeichnungChartplatzierungen (Jahr, Titel, Album, Platzierungen, Wochen, Auszeichnungen, Anmerkungen) | Höchstplatzierung, Gesamtwochen, AuszeichnungChartplatzierungen (Jahr, Titel, Album, Platzierungen, Wochen, Auszeichnungen, Anmerkungen) | Höchstplatzierung, Gesamtwochen, AuszeichnungChartplatzierungen (Jahr, Titel, Album, Platzierungen, Wochen, Auszeichnungen, Anmerkungen) | Anmerkungen                                              |
| Jahr | Titel Album                                          | DE | AT | CH | UK | FR | Anmerkungen                                              |
| ---- | ---------------------------------------------------- | --- | --- | --- | --- | --- | -------------------------------------------------------- |
| 1989 | Yes We Can Earthrise: The Rainforest Album (Sampler) | DE15 (14 Wo.)DE | AT27 (1 Wo.)AT | CH4 (14 Wo.)CH | — | — | Erstveröffentlichung: 1989 mit Artists United for Nature |
| 2006 | Secrets of Love Greatest Hits                        | DE13 (11 Wo.)DE | AT39 (6 Wo.)AT | CH5 (13 Wo.)CH | — | — | Erstveröffentlichung: 3. März 2006 DJ BoBo & Sandra      |

## Videoalben und Musikvideos

### Videoalben
| Jahr | Titel Musiklabel                        | Höchstplatzierung, Gesamtwochen, AuszeichnungChartplatzierungen (Jahr, Titel, Musiklabel, Platzierungen, Wochen, Auszeichnungen, Anmerkungen) | Höchstplatzierung, Gesamtwochen, AuszeichnungChartplatzierungen (Jahr, Titel, Musiklabel, Platzierungen, Wochen, Auszeichnungen, Anmerkungen) | Höchstplatzierung, Gesamtwochen, AuszeichnungChartplatzierungen (Jahr, Titel, Musiklabel, Platzierungen, Wochen, Auszeichnungen, Anmerkungen) | Höchstplatzierung, Gesamtwochen, AuszeichnungChartplatzierungen (Jahr, Titel, Musiklabel, Platzierungen, Wochen, Auszeichnungen, Anmerkungen) | Höchstplatzierung, Gesamtwochen, AuszeichnungChartplatzierungen (Jahr, Titel, Musiklabel, Platzierungen, Wochen, Auszeichnungen, Anmerkungen) | Anmerkungen                                                                   |
| Jahr | Titel Musiklabel                        | DE | AT | CH | UK | FR | Anmerkungen                                                                   |
| ---- | --------------------------------------- | --- | --- | --- | --- | --- | ----------------------------------------------------------------------------- |
| 1987 | Ten on One (The Singles) Virgin Records | DE* GoldDE | AT*AT | CH*CH | — | — | Erstveröffentlichung: 5. Oktober 1987 Verkäufe: + 25.000; * siehe Kompilation |
| 1992 | 18 Greatest Hits Virgin Records         | DE*DE | — | CH*CH | — | — | Erstveröffentlichung: 12. Oktober 1992 * siehe Kompilation                    |
| 2003 | The Complete History Virgin Records     | DE94 Gold · (1 Wo.)DE | — | — | — | — | Erstveröffentlichung: 8. September 2003 Verkäufe: + 25.000                    |

### Musikvideos
| Jahr | Titel                               | Regie                               |
| ---- | ----------------------------------- | ----------------------------------- |
| 1985 | (I’ll Never Be) Maria Magdalena     | Mike Leckebusch                     |
| 1985 | In the Heat of the Night            | Michael Bentele                     |
| 1986 | Little Girl                         | Mike Stiebe                         |
| 1986 | Innocent Love                       | DoRo                                |
| 1986 | Hi! Hi! Hi!                         | DoRo                                |
| 1986 | Loreen                              | Kai von Kotze                       |
| 1987 | Midnight Man                        | Wolfgang Simon, Michael van Almsick |
| 1987 | Everlasting Love                    | DoRo                                |
| 1988 | Stop for a Minute                   | DoRo                                |
| 1988 | Everlasting Love (PWL Remix)        | DoRo                                |
| 1988 | Heaven Can Wait                     | DoRo                                |
| 1988 | Secret Land                         | Bulle Bernd                         |
| 1988 | We’ll Be Together                   | Bulle Bernd                         |
| 1989 | Around My Heart                     | Bulle Bernd                         |
| 1990 | Hiroshima                           | R. Willaert                         |
| 1990 | (Life May Be) A Big Insanity        | Howard Greenhalgh                   |
| 1990 | One More Night                      | Dee Trattmann                       |
| 1992 | Don’t Be Aggressive                 | Howard Greenhalgh                   |
| 1992 | I Need Love                         | Howard Greenhalgh                   |
| 1992 | Johnny Wanna Live                   | Howard Greenhalgh                   |
| 1993 | (I’ll Never Be) Maria Magdalena ’93 | Marcus Adams                        |
| 1995 | Nights in White Satin               | Angel Hart                          |
| 1999 | Secret Land ’99                     | Thomas Job                          |
| 2001 | Forever                             | Thomas Job                          |
| 2006 | Secrets of Love                     | Robert Bröllochs                    |
| 2009 | The Night Is Still Young            | Susanne Sigi                        |
| 2012 | Infinite Kiss                       |                                     |

## Boxsets
| Jahr | Titel Musiklabel        | Anmerkungen                                                                |
| ---- | ----------------------- | -------------------------------------------------------------------------- |
| 2011 | 4 Albums Virgin Records | Erstveröffentlichung: 28. Oktober 2011 Inhalt: Die ersten vier Studioalben |

## Promoveröffentlichungen
| Jahr | Titel Album                         | Anmerkungen                                                                   |
| ---- | ----------------------------------- | ----------------------------------------------------------------------------- |
| 1988 | Sisters and Brothers The Long Play  | Erstveröffentlichung: 1988 nur in Japan veröffentlicht                        |
| 1989 | La vista de luna Into a Secret Land | Erstveröffentlichung: 1989 nur in Spanien veröffentlicht                      |
| 1992 | Steady Me Close to Seven            | Erstveröffentlichung: 1992 nur in Deutschland veröffentlicht                  |
| 1992 | Seal It Forever Close to Seven      | Erstveröffentlichung: 1992 nur in Brasilien veröffentlicht                    |
| 2002 | Forgive Me The Wheel of Time        | Erstveröffentlichung: 3. Juni 2002 nur in Europa veröffentlicht               |
| 2007 | All You Zombies The Art of Love     | Erstveröffentlichung: 2007 nur in Polen veröffentlicht; Original: The Hooters |

## Sonderveröffentlichungen

### Alben
| Jahr | Titel Musiklabel                                   | Anmerkungen                                                        |
| ---- | -------------------------------------------------- | ------------------------------------------------------------------ |
| 2000 | Mirrors / Paintings in Yellow EMI                  | Erstveröffentlichung: 2000 Teil der „Classic-Albums“-Reihe         |
| 2000 | The Long Play / Fading Shades Virgin Records       | Erstveröffentlichung: 2000 Teil der „Classic-Albums“-Reihe         |
| 2011 | Mirrors / Into a Secret Land EMI                   | Erstveröffentlichung: 20. Mai 2011 Teil der „Classic-Albums“-Reihe |
| 2011 | The Long Play / Paintings in Yellow Virgin Records | Erstveröffentlichung: 20. Mai 2011 Teil der „Classic-Albums“-Reihe |

### Lieder
| Jahr | Titel Album                   | Anmerkungen                                          |
| ---- | ----------------------------- | ---------------------------------------------------- |
| 2006 | Secrets of Love Greatest Hits | Erstveröffentlichung: 17. März 2006 DJ BoBo & Sandra |

| Jahr | Titel Album                                | Anmerkungen                                              |
| ---- | ------------------------------------------ | -------------------------------------------------------- |
| 1989 | Yes We Can Earthrise: The Rainforest Album | Erstveröffentlichung: 1989 mit Artists United for Nature |

### Videoalben
| Jahr | Titel Musiklabel                                 | Anmerkungen                                                         |
| ---- | ------------------------------------------------ | ------------------------------------------------------------------- |
| 2016 | The Very Best of Sandra (Deluxe Edition) Polydor | Erstveröffentlichung: 3. Juni 2016 erweiterte Fassung mit Bonus-DVD |

## Statistik

### Chartauswertung
|                     | DE     | AT    | CH     | UK    | FR    |
| ------------------- | ------ | ----- | ------ | ----- | ----- |
| Nummer-eins-Alben   | DE—DE  | AT—AT | CH—CH  | UK—UK | FR—FR |
| Top-10-Alben        | DE4DE  | AT—AT | CH3CH  | UK—UK | FR1FR |
| Alben in den Charts | DE17DE | AT6AT | CH13CH | UK—UK | FR9FR |

|                       | DE     | AT     | CH     | UK    | FR     |
| --------------------- | ------ | ------ | ------ | ----- | ------ |
| Nummer-eins-Singles   | DE1DE  | AT1AT  | CH1CH  | UK—UK | FR—FR  |
| Top-10-Singles        | DE8DE  | AT4AT  | CH7CH  | UK—UK | FR4FR  |
| Singles in den Charts | DE29DE | AT12AT | CH16CH | UK3UK | FR12FR |

### Auszeichnungen für Musikverkäufe
| Silberne Schallplatte - Norwegen - 1992: für das Album Mirrors Goldene Schallplatte - Belgien - 2007: für die Single Everlasting Love - Norwegen - 1992: für das Album The Long Play - Polen - 2006: für das Album Sandra – The Essential - Russland - 2007: für das Album The Art of Love | Platin-Schallplatte - Finnland - 1985: für das Album The Long Play - Griechenland - 1992: für das Album The Long Play - Schweden - 1992: für das Album The Long Play - 1992: für das Album Into a Secret Land - 1992: für das Album Ten on One (The Singles) |

Anmerkung: Auszeichnungen in Ländern aus den Charttabellen bzw. Chartboxen sind in ebendiesen zu finden.
| Land/RegionAuszeichnungen für Musikverkäufe (Land/Region, Auszeichnungen, Verkäufe, Quellen) | Silber     | Gold       | Platin       | Verkäufe  | Quellen                       |
| -------------------------------------------------------------------------------------------- | ---------- | ---------- | ------------ | --------- | ----------------------------- |
| Belgien (BRMA)                                                                               | —          | Gold1      | —            | 25.000    | ultratop.be                   |
| Deutschland (BVMI)                                                                           | —          | 9× Gold9   | —            | 1.800.000 | musikindustrie.de             |
| Finnland (IFPI)                                                                              | —          | —          | Platin1      | 59.176    | ifpi.fi                       |
| Frankreich (SNEP)                                                                            | 4× Silber4 | 5× Gold5   | 2× Platin2   | 2.700.000 | infodisc.fr, Einzelnachweise  |
| Griechenland (IFPI)                                                                          | —          | —          | Platin1      | 60.000    | Einzelnachweise               |
| Norwegen (IFPI)                                                                              | Silber1    | Gold1      | —            | 75.000    | Einzelnachweise               |
| Österreich (IFPI)                                                                            | —          | 2× Gold2   | —            | 50.000    | Einzelnachweise               |
| Polen (ZPAV)                                                                                 | —          | Gold1      | —            | 20.000    | olis.pl                       |
| Russland (NFPF)                                                                              | —          | Gold1      | —            | 10.000    | 2m-online.ru                  |
| Schweden (IFPI)                                                                              | —          | —          | 3× Platin3   | 300.000   | Einzelnachweise               |
| Schweiz (IFPI)                                                                               | —          | Gold1      | 4× Platin4   | 225.000   | hitparade.ch, Einzelnachweise |
| Insgesamt                                                                                    | 5× Silber5 | 21× Gold21 | 11× Platin11 |           |                               |